# Ciaran Clark
Ciaran Clark (Harrow, 26 de setembro de 1989) é um futebolista inglês naturalizado irlandês que atua como zagueiro. Atualmente está sem clube.

## Carreira
Clark fez parte do elenco da Seleção Irlandesa de Futebol da Eurocopa de 2016.